# Tirade du nez
La tirade du nez ou tirade des nez est le nom couramment donné à une célèbre tirade située dans le premier acte (scène IV) de la pièce Cyrano de Bergerac du dramaturge français Edmond Rostand.
Provoqué par le vicomte de Valvert qui se moque de son nez proéminent, Cyrano se lance d'abord dans cette tirade : il montre à Valvert par vingt exemples successifs que l'affront qui lui a été fait manquait d'esprit et qu'on aurait pu le formuler de bien d'autres manières, et avec davantage de talent :

« Ah ! non ! c’est un peu court, jeune homme !

On pouvait dire… Oh ! Dieu !… bien des choses en somme…

En variant le ton (…) »

À l'issue de la tirade, Valvert ne parvient à répondre que par de piètres insultes, le traitant de « Maraud, faquin, butor de pied plat ridicule » puis de « bouffon » et enfin de « poète » ; un duel à l'épée s'ensuit, au cours duquel Cyrano improvise une ballade qu'il conclut par un envoi tout en blessant son adversaire avec son épée, mettant ainsi fin au duel et achevant de ridiculiser son provocateur.
Cette scène, qui fait partie de l'étape d'exposition de la pièce, souligne à la fois l'extrême susceptibilité du personnage de Cyrano, mais aussi sa verve, sa culture, son humour et son grand sens de l'autodérision.